# Покровская церковь (Синявка)
Покровская церковь — православный храм, памятник архитектуры и истории национального значения в Синявке.

## История
Постановлением Совета Министров УССР от 06.09.1979 № 442 «Про дополнение списка памятников градостроения и архитектуры Украинской ССР, которые находятся под охраной государства» («Про доповнення списку пам'яток містобудування і архітектури Української РСР, що перебувають під охороною держави») присвоен статус памятник архитектуры республиканского значения с охранным № 1783.
Постановлением Кабинета министров Украины от 10.10.2012 № 929 «Про занесение объектов культурного наследия национального значения в Государственный реестр недвижимых памятников Украины» («Про занесення об'єктів культурної спадщини національного значення до Державного реєстру нерухомих пам'яток України») присвоен статус памятник архитектуры и истории национального значения с охранным № 250049-Н. Тем самым объект исключается из Списка памятников архитектуры Украинской ССР, что находятся под охраной государства.
Установлена информационная доска.

## Описание
Покровская церковь — пример народной деревянной монументальной архитектуры Левобережной Украины XVII-XVIII веков из трёх срубов периода барокко. Сохранилась преимущественно в исконном виде, кроме частично изменённого интерьера. Имеется ряд особенностей в конструкции. Рядом расположена могила украинского кобзаря П. Ф. Ткаченко.
Сооружена в 1775 году (по другим данным в 1706 году) на средства П. Юницкого.
Деревянная (сосна), шалёвана, трёхглавая с 1-2-заломными (уступа) верхами, трёхдольная (трёхсрубная — 3 объёма) по оси запад-восток: четырёхгранный бабинец (притвор), восьмигранный неф и шестигранный алтарь. Северный и южный приделы, тамбур перед входными дверями бабинца были достроены позже. Также появились хоры в бабинце. Неф перекрыт восьмериком с двумя заломами (уступами) над которым главка (барочной формы) на гухом фонаре. Восьмерик имеет оконные проёмы по сторонам света в виде крестов. Бабинец и алтарь венчаются однозаломными верхами над которыми главки на фонаре. Интерьер был изменён: фонарь центрального сруба зашит, появились хоры в бабинце, большая часть проёма между нефом и бабинцом была зашита. Жесткости конструкции придают ригели, украшенные резьбой. На уровне верхних венцов западная и восточная грани нефа соединяется параллельно расположенными двумя врубленными брусьями, которые с высотой врубываются в грани первого залома, образовывая с севера и юга пазухи с трапециевидными проемами. Западные двери украшены резными наличниками.
Церковь была передана религиозной общине.